# Gilbert Bundy

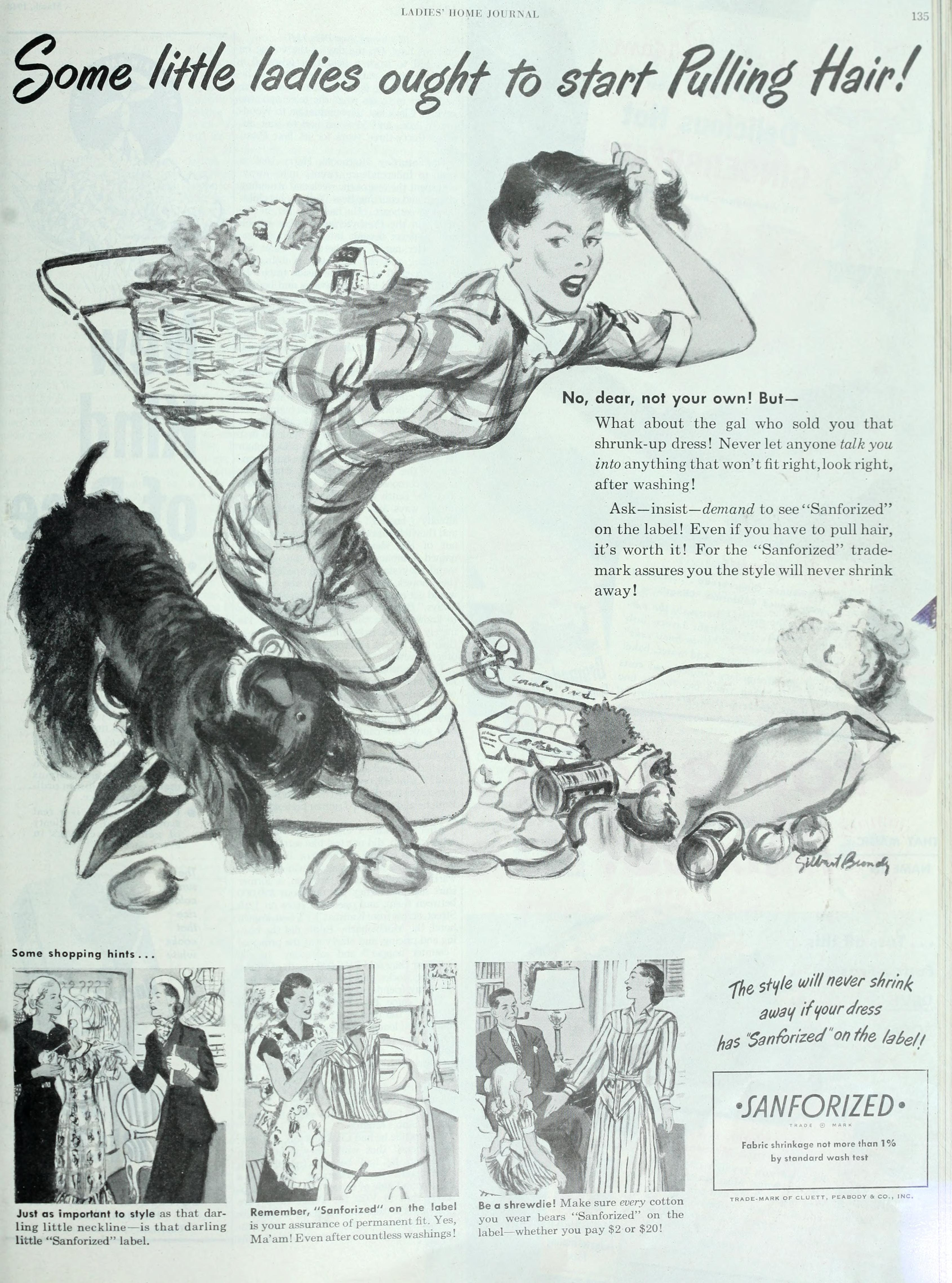
Ilustración para Sanforized en Ladies' Home Journal.

Gilbert Bundy (1911-21 de noviembre de 1955) fue un dibujante e ilustrador estadounidense, que trabajó particularmente para las revistas Esquire, Life, Judge y The Saturday Evening Post. Se suicidó en el 12.º aniversario de una experiencia profundamente traumática como artista bélico en la batalla de Tarawa.

## Primeros años y carrera
Nació en Centralia, Illinois. Su padre era explorador de una compañía petrolera, por lo que vivían en varias ciudades en auge petrolero en Oklahoma, y Bundy terminó la escuela secundaria en Winfield, Kansas.
La carrera de Bundy comenzó en Kansas City, trabajando para una empresa de grabados, y luego se mudó a la ciudad de Nueva York en 1929 para dibujar caricaturas para las revistas Life y Judge. Los «estudios de personajes elegantes de Bundy ayudaron a establecer la revista Esquire», que comenzó a publicarse en 1933. Según Martin Plimmer, «el trabajo de Bundy fue minuciosamente investigado, el resultado de numerosos estudios de vida, la versión final era hecha de memoria para agregar espontaneidad».

## Segunda Guerra Mundial
En la Segunda Guerra Mundial, Bundy fue un artista bélico voluntario en el Pacífico Sur, trabajando para los periódicos de Hearst Communications y King Features Syndicate.
El 21 de noviembre de 1943, Bundy estaba en una pequeña lancha de desembarco durante el desembarco anfibio en la Batalla de Tarawa, cuando un proyectil japonés explotó, dejándolo atrapado bajo cuatro marines muertos. La nave destrozada se desvió hacia un arrecife de coral que estaba dentro del alcance de los artilleros japoneses en la isla, por lo que Bundy tuvo que esconderse debajo de los cuerpos por el resto de un largo día, mientras las balas y los proyectiles enemigos impactaban la nave o caían cerca. Cuando llegó la noche, se alejó nadando a través de aguas infestadas de tiburones y, como informaron los periódicos de Hearst, «se creyó muerto durante tres días. Su reaparición asustó a sus compañeros de la Marina».
Bundy fue enviado a casa a los EE. UU. para recuperarse y volvió a pintar ilustraciones para «historias románticas alegres» para The Saturday Evening Post y otras revistas, pero «permaneció atormentado por su experiencia durante la guerra».

## Muerte
El 21 de noviembre de 1955, en el aniversario de su trauma de Tarawa, se suicidó en su apartamento en el Hotel Le Marquis de la ciudad de Nueva York; su cuerpo fue encontrado «colgando de varias corbatas de la bisagra de una puerta», y la policía determinó que se trató de un suicidio.